# Niemiecki Ruch Wiary
Niemiecki Ruch Wiary (niem. Deutsche Glaubensbewegung) – neopogański, antychrześcijański ruch religijny w III Rzeszy.
Niemiecki Ruch Wiary narodził się na początku lat 30. XX wieku w grupie skupionej wokół Jakoba Wilhelma Hauera. Postulował on likwidację chrześcijaństwa w III Rzeszy i zastąpienie go nową, "aryjską" religią. W postulatach i formach działania zwolennicy ruchu byli o wiele bardziej radykalni niż zwolennicy oficjalnie promowanego pozytywnego chrześcijaństwa.
Początkowo ruch, pomimo tolerowania go przez władze nazistowskie, nie spotykał się z ich poparciem. Wpływ na to miał Rudolf Hess, który sprzeciwiał się nowemu ruchowi religijnemu. Pomimo to w 1936 Niemiecki Ruch Wiary zaliczony został do tolerowanych ruchów religijnych w Rzeszy.
Doktryna religijna ruchu była bardzo niejasna i mało sprecyzowana. W dużej mierze stanowiła mieszankę elementów hinduizmu i odwołań do przedchrześcijańskich wierzeń Germanów. Miała stanowić religijny aspekt volkizmu.
Zwolennicy ruchu urządzali obrzędy, na które składały się pogańskie obrzędy w historycznych strojach, kazania, ideologiczne pieśni oraz muzyka poważna (zwłaszcza Wagnera). Symbolem ruchu było słońce, zaś jego zwolennicy określali się jako "wierzący w Boga" (gottgläubig). Jednym ze sposobów propagowania wyznania neopogańskiego było czasopismo „Ostara”.
Po ucieczce Hessa do Wielkiej Brytanii ruch zyskał poparcie Heinricha Himmlera. Liczni członkowie SS jak również inni zwolennicy narodowego socjalizmu występowali z dotychczasowych związków wyznaniowych i określali swój światopogląd jako "wierzący w Boga".